# 博斯霍夫
博斯霍夫是南非的城鎮，位於該國中部，由自由邦省負責管轄，距離金伯利55公里，始建於1856年，面積91.93平方公里，2001年人口3,843，人口密度每平方公里42人。